# Cây mần tưới
Cây mần tưới (danh pháp hai phần: Eupatorium fortunei) có tên khác là trạch lan, lan thảo, hương thảo, co phất phử (Thái) là cây thuộc họ Asteraceae. Cây cao 0,5 - 1m, phân nhiều nhánh, cành nhẵn, màu tím nhạt, lá mọc đối, mép lá có răng cưa. Hoa mọc đầu cành hoặc nách lá, màu hơi tím cuống hoa có nhiều lông ngắn. Quả màu đen nhạt. Cây mọc hoang hoặc trồng làm thuốc. Ngoài trồng làm thuốc, nhân dân thường lấy ngọn non làm rau gia vị, nấu canh ăn giải nhiệt mùa hè. Lá già nấu nước uống hàng ngày giúp ăn ngon miệng, tiêu hóa tốt. Bộ phận dùng làm thuốc là thân và lá. Mần tưới thường được thu hái vào mùa hè, cắt lấy đoạn ngọn cành có lá, rửa sạch phơi trong bóng râm, sấy khô hoặc tươi làm thuốc. Theo Đông y, mần tưới có mùi thơm đặc biệt, vị hơi đắng, cay, tính ấm, vào hai kinh: can, tì. Có tác dụng hoạt huyết, phá ứ huyết, thông kinh lợi tiểu. Dùng chữa kinh nguyệt không đều; phụ nữ sau sinh kém ăn, mệt mỏi, mất ngủ; giảm sưng đau do mụn nhọt và có tác dụng xua đuổi muỗi và dĩn hiệu quả.

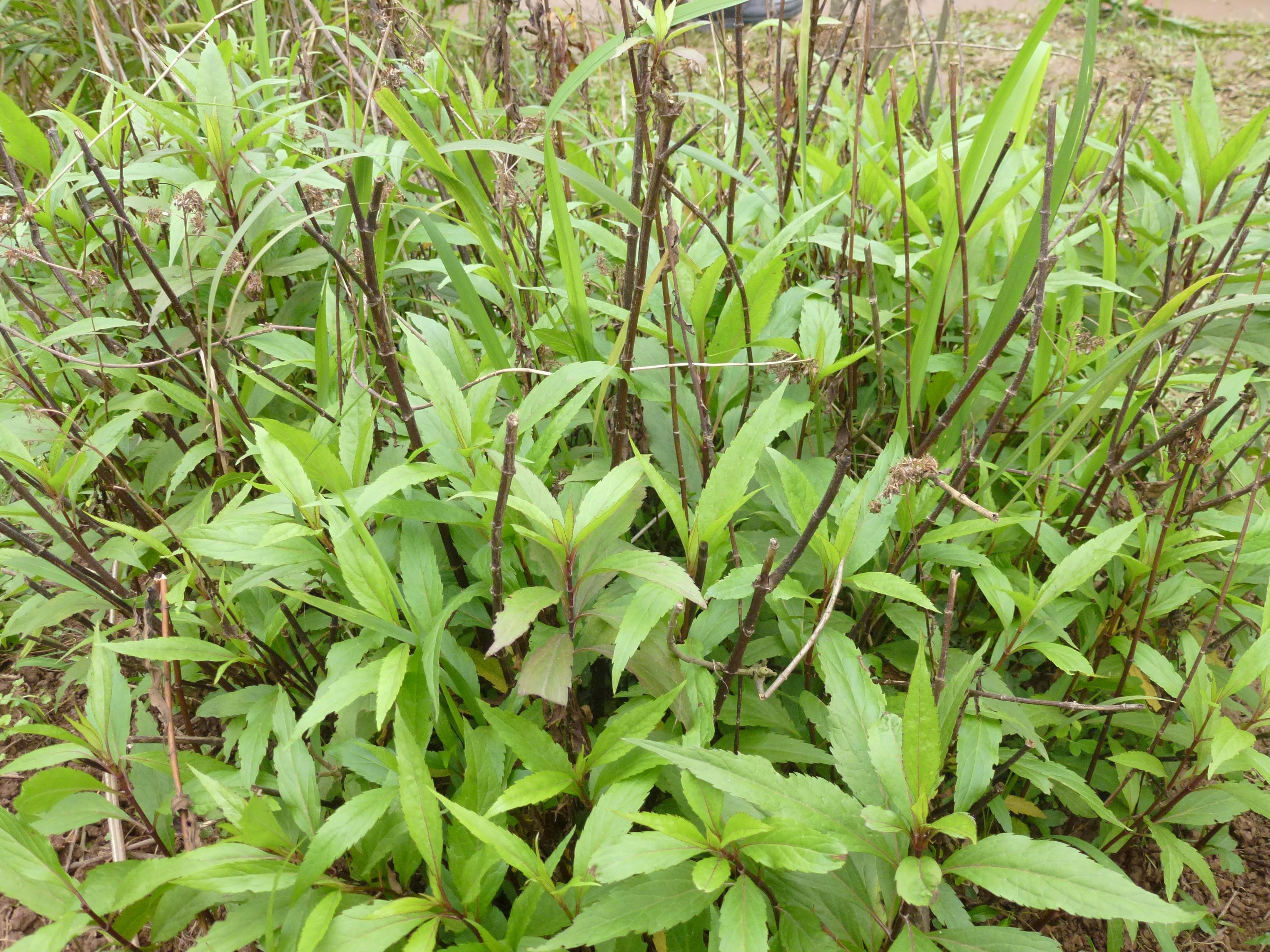
Cây mần tưới tại Bảo tàng Dân tộc học Việt Nam

Eupatorium fortunei có chứa tumorigenic pyrrolizidine alkaloids.